# Gilverath
Gilverath ist ein Stadtteil von Grevenbroich im Rhein-Kreis Neuss, Nordrhein-Westfalen. Der Ort hat 74 Einwohner (Stand: 31. Dezember 2022). Die Postleitzahl des Ortes lautet 41516.

## Lage
Die Ortschaft grenzt im Nordosten an Neubrück, im Osten an die Erft. Im Westen liegt Kapellen/Erft.

## Geschichte
Seit dem Mittelalter gehörte der Ort zum kurkölnischen Amt Hülchrath im Dingstuhl Büttgen-Glehn. 1794 besetzten französische Truppen Gilverath. Im Jahre 1815 kam das Dorf an das Königreich Preußen und wurde 1816 der Gemeinde Kapellen/Erft im Kreis Grevenbroich im Regierungsbezirk Düsseldorf zugeteilt. 1930 kam die Ortschaft an das Amt Hemmerden. Seit dem 1. Januar 1975 ist Gilverath ein Stadtteil von Grevenbroich.

### Bevölkerungsentwicklung
| Jahr        | 2014 | 2015 | 2016 | 2017 | 2018 | 2021 | 2022 |
| ----------- | ---- | ---- | ---- | ---- | ---- | ---- | ---- |
| Bevölkerung | 37   | 37   | 37   | 37   | 36   | 73   | 74   |

## Katholische Kirche
Seit dem Mittelalter gehörte Gilverath zum Landdekanat Neuss und besaß mit St. Johannes eine eigene Kirche. 1804 wurde die Pfarrkirche, die gegenüber dem Gilverather Hof lag, abgerissen und der katholischen Pfarrei der Gemeinde in Kapellen/Erft angeschlossen. 

## Verkehr
Westlich von Gilverath befindet sich die Anschlussstelle Grevenbroich-Kapellen an der A 46.